# Distrikt Afrin

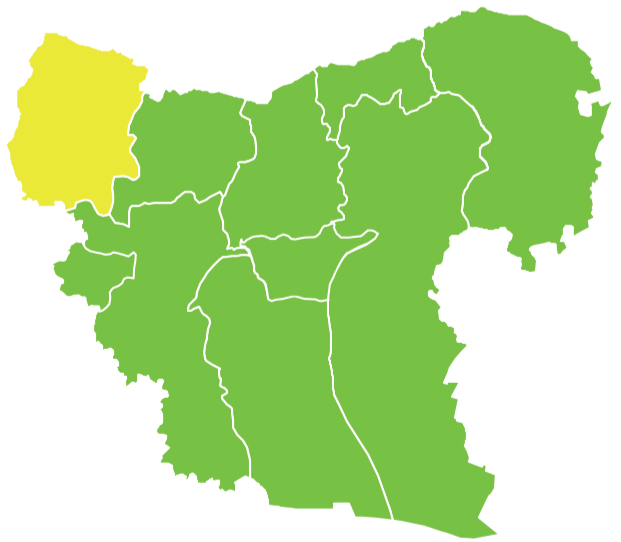
Distrikt Afrin im Gouvernement Aleppo

Der Distrikt Afrin  (arabisch منطقة عفرين) ist einer von elf Distrikten (Mintaqa) des syrischen Gouvernements Aleppo im Norden Syriens mit Afrin als Verwaltungssitz. Der Distrikt ist in sieben Unterdistrikte unterteilt, die jeweils nach ihrem Hauptort benannt sind. Dies sind
1. Afrin
2. Bolbol
3. Dschindires
4. Maabatli
5. Rajo
6. Scharran
7. Schaich al-Hadid

Der Distrikt grenzt an die syrisch-türkische Grenze.
Seit März 2018 ist das Gebiet von türkischen Streitkräften okkupiert (vgl. Türkische Besetzung Nordsyriens). Ein Großteil der ursprünglichen Bewohner – mehrheitlich Kurden und Jesiden – ist geflohen, und Kritiker der Besatzung werden von den islamistischen Verbündeten der Türkei verfolgt.